# Frank Creyelman
Frank Creyelman (* 10. August 1961 in Termonde) ist ein ehemaliger belgischer Politiker der Partei Vlaams Belang.

## Außenpolitische Tätigkeit

### Syrien
Als Präsident der Kommission für Außenpolitik, Europäische Politik und internationale Kooperation des flämischen Parlaments wollte Frank Creyelman im Januar 2014 sechs Abgeordnete des syrischen Parlaments einladen. Um am runden Tisch teilnehmen zu können, beantragten die syrischen Abgeordneten ein Visum, das ihnen in der belgischen Botschaft in Beirut verweigert wurde.

### Republik Krim
Während des Referendums über die Unabhängigkeit der Republik Krim von der Ukraine gehörte Creyelman zur Gruppe russlandfreundlicher Politiker, die eingeladen wurden, um das Referendum zu beobachten. Einigen Beobachtern fiel er dort vor allem durch reichlichen Alkoholkonsum auf. Durch die russische Nachrichtenagentur RIA Nowosti wurde Creyelman damit zitiert, dass das Referendum als Vorbild für Flandern dienen könne. Die Krim sei ein „fürwahr begeisterndes Beispiel“ und die Organisation des Referendums und die Wahlprozedur seien als „sehr korrekt und zivilisiert“ anzusehen.

### Auftragsarbeiten für die Volksrepublik China
In einer gemeinsamen Investigativ-Recherche von Spiegel, le Monde und Financial Times, deren Ergebnisse am 15. Dezember 2023 publik wurden, wurden schwere Anschuldigungen gegen Creyelman erhoben. Demzufolge soll Creyelman gegen finanzielle Zuwendungen jahrelang Aufträge des chinesischen Geheimdienstes ausgeführt haben. Dazu gehörten Störaktionen im Europäischen Parlament, die Diskreditierung chinakritischer Wissenschaftler wie Adrian Zenz und weitere Aktionen im Sinne der politischen Interessen der Volksrepublik China. Unmittelbar nach Bekanntwerden der Untersuchungen schloss Tom Van Grieken, der Parteivorsitzende von Vlaams Belang, Creyelman aus der Partei aus. Seine Aktivitäten hätten „gegen den Zweck und das Wesen der Partei“ verstoßen.

## Übersicht der politischen Ämter
- seit 1995: Mitglied des Gemeinderates der Stadt Mechelen
- 1995–99 und seit 2007: Abgeordneter des flämischen Parlaments
- 1999–2007: Senator[7]

## Kritik
Frank Creyelman steht in der Kritik, von chinesischen Geheimdienstmitarbeitern bezahlte Aufträge angenommen zu haben. Darunter fallen insbesondere Aufträge, die das Verhältnis der EU zu China verbessern und Beziehungen zwischen der EU und den USA schaden sollen.